# Paul Toshihiro Sakai
Paul Toshihiro Sakai (jap. 酒井俊弘 Sakai Toshihiro; ur. 23 marca 1960 w Ashiya) – japoński duchowny rzymskokatolicki, biskup pomocniczy Osaki od 2018.

## Życiorys
Święcenia kapłańskie przyjął 20 sierpnia 1988 w prałaturze Opus Dei. Był m.in. ojcem duchownym w jednej ze szkół w Nagasaki, wykładowcą na uniwersytecie w Ozaki, członkiem kilku kurialnych komisji archidiecezji Osaki, a także ojcem duchownym i sekretarzem generalnym prałatury w Japonii.
2 czerwca 2018 papież Franciszek mianował go biskupem pomocniczym archidiecezji Osaki oraz biskupem tytularnym Nova Barbara. Sakry udzielił mu 16 lipca 2018 kardynał Thomas Aquino Man’yō Maeda.